# Krajowa Agencja Poszanowania Energii
Krajowa Agencja Poszanowania Energii S.A. – agencja przygotowująca i realizująca zasady zrównoważonej polityki energetycznej Polski, prowadząca działania zmierzające do racjonalizacji gospodarki energetycznej przy zachowaniu zasad ochrony środowiska oraz poprzez inicjowanie przedsięwzięć proekologicznych związanych z wytwarzaniem, przesyłaniem i użyciem energii. Pełni funkcję krajowego partnera i konsultanta w sprawach zrównoważonej polityki energetycznej. Siedziba agencji znajduje się w Warszawie.

## Podstawa prawna
Krajowa Agencja Poszanowania Energii S.A. powstała w wyniku uchwały Sejmu RP oraz decyzji Rządu RP, w rezultacie porozumienia akcjonariuszy realizujących politykę społeczno-ekonomiczną państwa. Agencja działa na zasadach rynkowych, realizując również zadania o charakterze publicznym.
Krajowa Agencja Poszanowania Energii S.A. wykonuje swoje funkcje w oparciu o podstawy prawne
- Uchwała Sejmowa z dnia 9 listopada 1990 w sprawie założeń polityki energetycznej Polski do roku 2010[1],
- Decyzja Rządu nr 21/92 z posiedzenia Rady Ministrów w dniu 19 maja 1992 w sprawie utworzenia Agencji Poszanowania Energii,
- Porozumienie z dnia 5 lutego 1994 roku w sprawie współdziałania w utworzeniu Agencji Poszanowania Energii - Spółka Akcyjna,
- Umowa spółki z dnia 15 kwietnia 1994

## Akcjonariat
- Narodowy Fundusz Ochrony Środowiska i Gospodarki Wodnej (68%)
- Pracownicy KAPE S.A. (32%)

## Realizacja celów programowych
Krajowa Agencja Poszanowania Energii S.A. realizuje swoje cele statuowe poprzez:
- wykonywanie ekspertyz, analiz i doradztwo na rzecz administracji centralnej, sektora energetycznego oraz samorządów,
- przygotowanie i realizację projektów w ramach programów międzynarodowych np. Unii Europejskiej (w tym w ramach współpracy międzyrządowej) oraz zarządzanie programami międzynarodowymi, w których uczestniczy Polska,
- przygotowywanie i realizację dużych programów międzynarodowych w ramach współpracy międzyrządowej,
- organizowanie konferencji, seminariów i szkoleń, krajowych i zagranicznych,
- przygotowywanie poradników i materiałów promocyjno-szkoleniowych,
- prowadzenie Sekretariatu Audytorów Energetycznych i Sekretariatu Planowania Energetycznego,
- pełnienie roli weryfikatora audytów energetycznych na zlecenie Banku Gospodarstwa Krajowego,
- przygotowywanie mechanizmów finansowania inwestycji w dziedzinie efektywności energetycznej i odnawialnych źródeł energii,
- identyfikację inwestycji w zakresie energooszczędności i odnawialnych źródeł energii.